# Cole Swider
Cole Swider (ur. 8 maja 1999) – amerykański koszykarz, występujący na pozycji silnego skrzydłowego, od 2023 zawodnik Miami Heat.
W 2017 został wybrany najlepszych koszykarzem szkół średnich stanu Rhode Island (Rhode Island Gatorade Player of the Year). Rok później wystąpił w meczach gwiazd – Nike Hoop Summit i Jordan Classic.
Pochodzi z koszykarskiej rodziny. Jego matka Jenny grała w koszykówkę na University of New Hampshire, ojciec Jeff na Fordham University, babcia – Peggy Matteson na University of Rhode Island, a siostra Kylie rozpoczęła w 2020 występy na uczelni Villanova.
11 sierpnia 2023 dołączył do Miami Heat.

## Osiągnięcia
Stan na 23 września 2023, na podstawie, o ile nie zaznaczono inaczej.

### NCAA
- Uczestnik rozgrywek:
  - turnieju Portsmouth Invitational Tournament (2022)
  - Sweet 16 turnieju NCAA (2021)
  - II rundy turnieju NCAA (2019, 2021)
- Mistrz:
  - turnieju konferencji Big East (2019)
  - sezonu regularnego Big East (2019–2021)